# Premier ministre du Queensland
Le Premier ministre du Queensland (en anglais : Premier of Queensland) est le chef de gouvernement de l'État du Queensland en Australie. Par convention, le Premier ministre est le chef du parti ayant la majorité à l'Assemblée législative du Queensland. Il est nommé par le gouverneur du Queensland.
L'actuel Premier ministre est David Crisafulli, du Parti libéral national, depuis le 28 octobre 2024.

## Rôle constitutionnel
D'après l'article 42 de la Constitution du Queensland, le Premier ministre et les autres membres du Cabinet sont désignés par le Gouverneur et sont collectivement responsable du Parlement. Le texte de la Constitution assigne au Premier ministre certain pouvoir, tel que celui d'attribuer des fonctions (s. 25) aux secrétaires parlementaires, et de désigner des ministres (s. 45) pour une période de quatorze jours.
En pratique, d'après les conventions du système de Westminster, suivi au Queensland, le pouvoir du Premier ministre provient de deux sources : le fait de commander la majorité à l’Assemblée législative, et le rôle du Premier ministre en tant que président du Cabinet, déterminant la désignation et le rôle des ministres. Bien que l'assignation des postes ministériels sont de la prérogative du gouverneur du Queensland, dans des circonstances normales, le Gouverneur fera les nominations avec les « conseils » (en fait, la « direction ») du Premier ministre.
Immédiatement après les élections à l'Assemblée législative, le gouverneur appelle le chef du parti majoritaire et lui demandera de mettre en place un gouvernement. Un gouvernement réélu sera reconduit, avec des ajustements ministériels déterminés par le Premier ministre.

## Bureau du Premier ministre
Le bureau du Premier ministre se trouve dans l'annexe exécutive de la Parliament House qui est normalement utilisée lorsque le Parlement siège. Dans d'autres circonstances, il se trouve dans le bâtiment de l’exécutif sur George Street.

## Compléments